# Zuhdi Labib Terzi
Zuhdi Labib Terzi (Gerusalemme, 20 febbraio 1924 – Amman, 1º marzo 2006) è stato un diplomatico palestinese.
Nato Zuhdi Labib Suleiman Tarazi, fu il primo ambasciatore alle Nazioni Unite in rappresentanza dello Stato palestinese, in carica dal 1974 al 1991.

## Biografia
Nato da genitori ortodossi a Gerusalemme durante il Mandato Britannico, frequentò il Collegio di Terra Santa e si laureò in Giurisprudenza nel 1948.

Nel 1960 sposò Widad Awad, con la quale ebbe due figli.

## Attività diplomatica
Terzi avversò con successo i tentativi statunitensi di far cancellare la rappresentanza dello Stato palestinese all'ONU. A seguito della Dichiarazione di indipendenza del 1988, Terzi modificò il proprio ruolo da quello di rappresentante dell'Organizzazione per la Liberazione della Palestina a rappresentare del neocostituito Stato palestinese.
Nel 1985, il Dipartimento di Stato Americano rifiutò di concedergli il visto di ingresso temporaneo negli Stati Uniti per poter presenziare ad un dibattito con il professore di Harvard, Alan Dershowitz. L'Harvard Law School ricorse contro la decisione del Segretario di Stato George P. Shultz, ottenendo dal giudice Skinner del tribunale distrettuale del Massachusetts l'annullamento dell'atto in base alla libertà di parola, sancita dal Primo Emendamento. Terzi poté quindi entrare negli USA.
Fu nominato Cavaliere del Santo Sepolcro dal Patriarca Greco-Ortodosso di Gerusalemme.